# Herb Piotrkowa Trybunalskiego
Herb Piotrkowa Trybunalskiego – jeden z symboli miasta Piotrków Trybunalski w postaci herbu.

## Wygląd i symbolika
Herb przedstawia w polu czerwonym orła srebrnego z orężem złotym.
Herb bezpośrednio nawiązuje do godła narodowego.

## Historia
Herb nawiązuje do roli miasta z czasów I Rzeczypospolitej, miasto jest bowiem kolebką polskiej demokracji – do 1567 odbywały się w nim zjazdy generalne szlachty. Po Unii z Litwą sejmy te przeniesiono do Warszawy. Niekoronowany Orzeł Biały, występujący w herbie miasta, świadczy o tym, iż było ono kiedyś własnością królewską. Orzeł pozbawiony jest korony, dla odróżnienia go od godła nadawcy – króla.

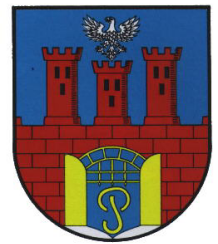
Herb miasta z czasów województwa piotrkowskiego 1975-1998
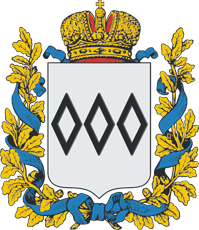
Herb guberni piotrkowskiej z 1869